# Domenico Gnoli

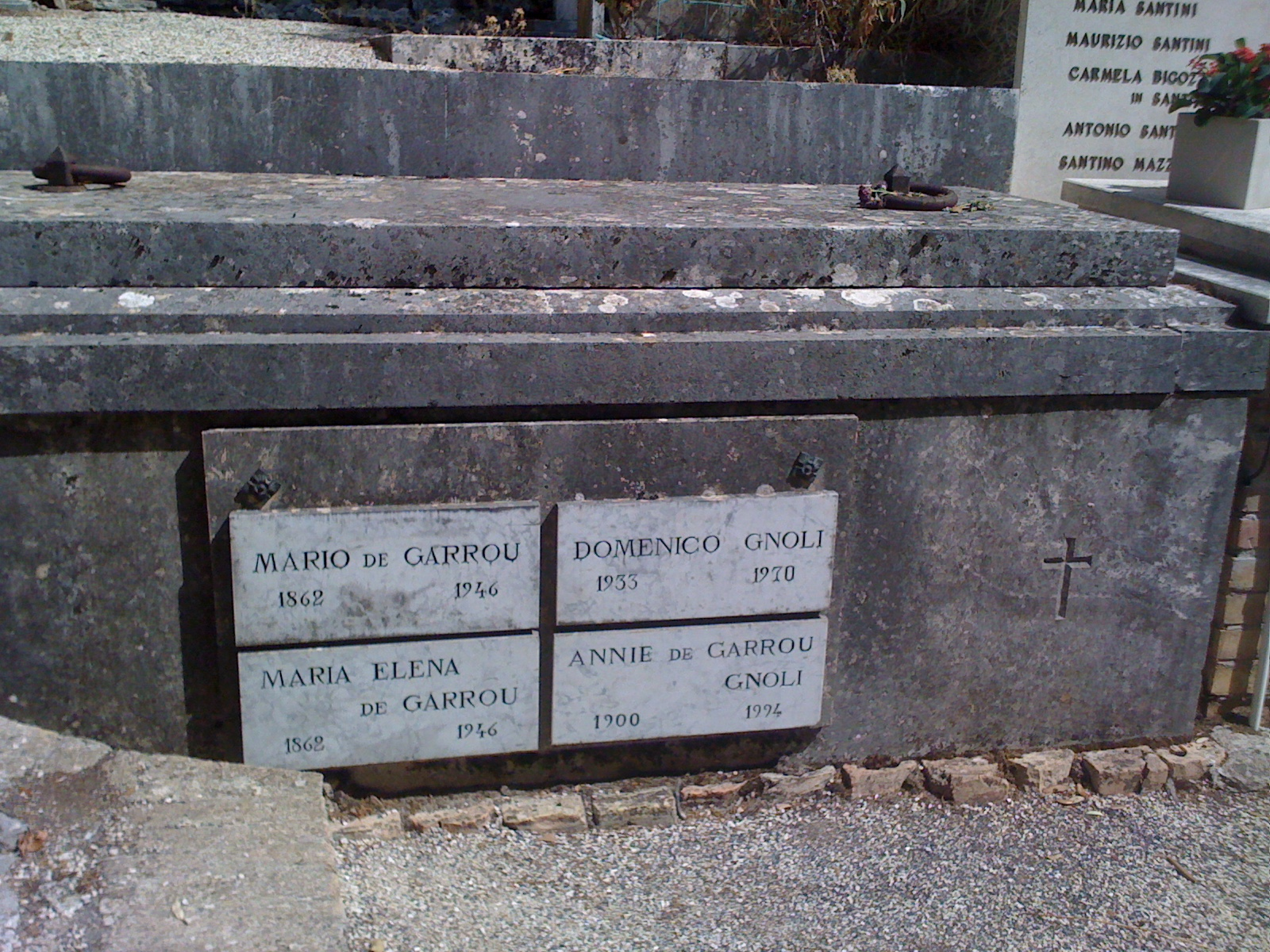
Tumba de Domenico Gnoli

Domenico Gnoli (Roma, 1933 - Nueva York 1970) fue un pintor, dibujante y escenógrafo italiano.

## Biografía
Hijo de la ceramista Annie de Garrou y del historiador del arte Umberto Gnoli, recibió una educación artística en casa, profundizada luego en la escuela de C.A. Petrucci.
Tras haber expuesto en Roma (1950) y en Bruselas (1951), durante el resto de la década trabajó como escenógrafo en teatros de Italia, Londres y París, y como dibujante para diversos periódicos.
Desde 1955 hasta 1962 vivió en Nueva York, trabajando sobre todo como pintor y alcanzando fama en realizaciones de Arte Pop. Se dedicó al estudio y a la reproducción fiel de los detalles de objetos cotidianos (líneas de un tejido, una corbata, un bolsillo, un zapato, etc.), representaciones realistas y engrandecidas con detalles, aislados de su contexto.
En sus últimos años realizó una serie de esculturas en bronce que retoman algunos temas de sus pinturas.
Prematuramente muerto (a los 36 años, de un cáncer fulminante) y muy ajeno a las modas conceptuales de su tiempo o al arte povera de sus compañeros italianos de generación, Gnoli tuvo éxito en vida, pero sobre todo como ilustrador de revistas y diarios. Sus cuadros, diseminados en colecciones privadas, solo han salido a la luz gracias a exposiciones como Paintings, 1964-1969, celebrada en 2013 en la galería Luxembourg & Dayan de Nueva York.
Hijo de un historiador de arte y una ceramista, Gnoli (Roma, 1933 – Nueva York, 1970) fue un bon vivant (un “muchacho dorado que tuvo éxito en todo”, según recuerda la galerista neoyorquina responsable del redescubrimiento) que se dedicó a la escenografía teatral en Londres y París, a la pintura por simple placer personal, a la ilustración en revistas de renombre (Sports Illustrated, Horizons…) y a recorrer mundo. Desde 1963, vivió en España, en el pueblo bohemio de Deyá (Baleares), donde conoció y se casó con la también artista Yannick Vu. «Siempre utilizo elementos simples a los que no añado ni quito nada. No pretendo distorsionarlos: los aíslo y represento. Proceden de la vida cotidiana y no quiero actuar contra ellos. Siento la magia de su presencia», explicó el artista en una de las escasas declaraciones que se conservan de su corta estadía en el mundo.

## Museos con obras de Gnoli
- Aquisgrán, Suermondt-Museum, (in prestito della Sammlung Ludwig)
- Alcudia, Fundación Yannick y Ben Jakober
- Ámsterdam, Stedelijk Museum
- Berlín, Staaliche Museen Preussischer Kulturbesitz, National Galerie
- Berlín, Stiftung Ulla & Heiner Pietzch
- Boloña, Fondazione K La Ghironda
- Boston, Museum of Fine Arts, collezione Melvin Blake & Franck
- Bruselas, Musées Royaux des Beaux-Arts de Belgique
- Colonia, Museum Ludwig
- Düsseldorf, Düseldorfer Kunst Museum / Museum Kunst Palast, (in prestito della Sammlung Ingrid und Willi Kemp)
- Eindhoven, Van Abbemuseum
- Fráncfort del Meno, Städelsches Kunstinstitut
- Hamburgo, Hamburger Kunsthalle
- Hovikodden, Henie Onstad Kunstsenter
- Krefeld, Kaiser Wilhelm Museum, Collezione Helga e Walter Lauffs
- Madrid, Thyssen Bornemisza
- Múnich, Staatgemäldesammlungen
- Münster, Westdeusche Lotterie GbH & Co
- Nueva York, Museum of Modern Art
- Ro Ferrarese, Fundazione Cavallini Sgarbi
- Roma, Galleria Nazionale d’Arte Moderna
- Róterdam, Museum Boijmans-van Beuningen
- Saarbrüken, Saarland Museum (in prestito della Sammlung Ludwig, Aquisgrana)
- Santomate di Pistoia, Fattoria di Celle, collezione Giuliano Gori
- Venecia, Guggenheim Museum
- Viena, MUMOK, Museum moderner Kunst - Stiftung Ludwig
- Wuppertal-Elberfeld, Von der Heydt Museum
- Zola Pedrosa, Fondazione Ca’ La Gironda

## Obras
- Código Postal
- Nodo di cravatta Nudo de corbata
- Scriminatura a sinistra Scriminatura izquierda
- Colletto del vestito rosso Collar de vestido rojo
- La sirena La sirena
- La mela La manzana
- Il ricciolo El corneta

- Datos: Q325489